# Quisanche

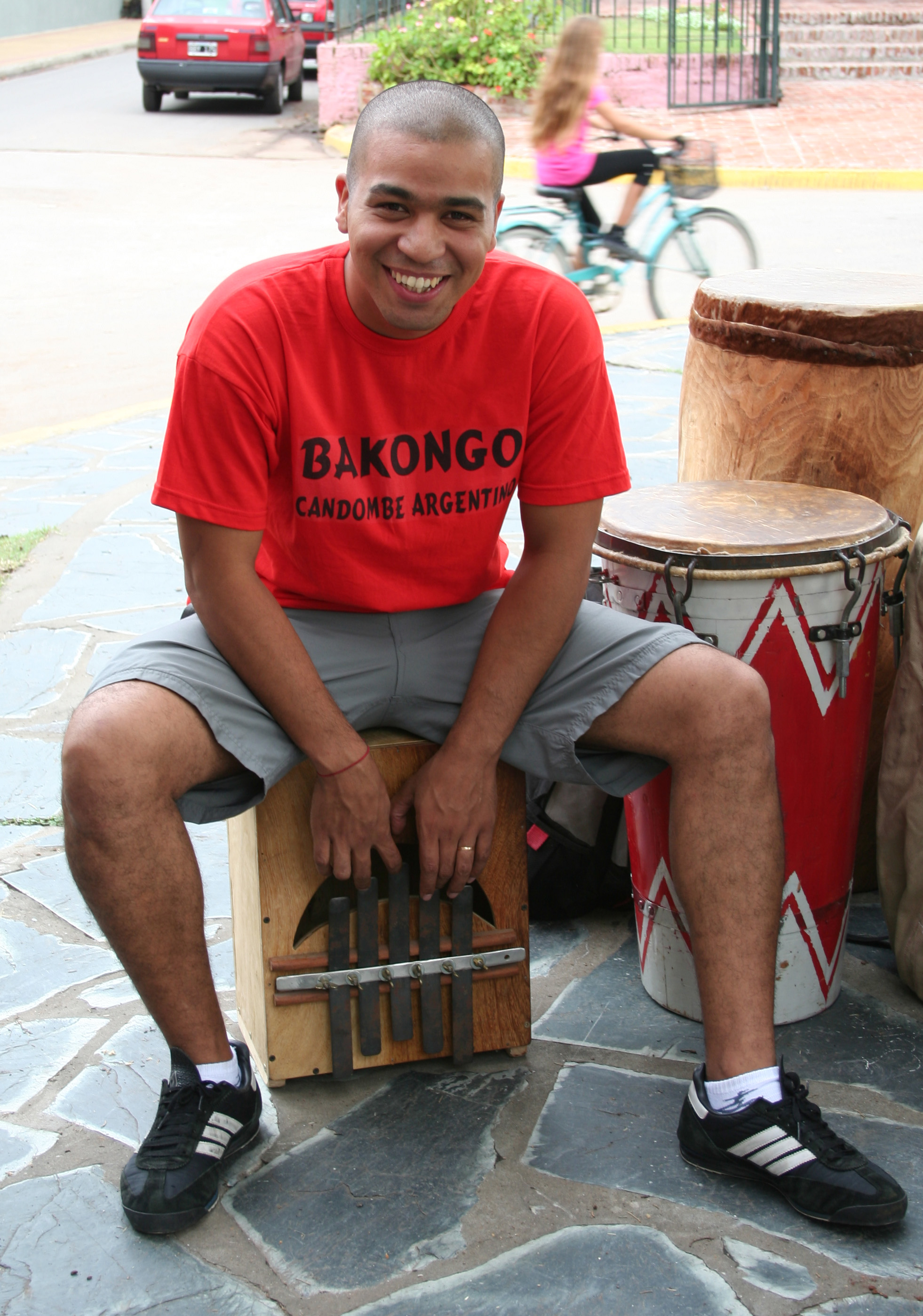
Integrante do Grupo Bakongo tocando o quisanche ou quizanga.

O quisanche, quisanga ou quizanga é um instrumento antigamente comum no candombe de Buenos Aires, hoje em processo de retradicionalização, pois seu uso foi interrompido há pelos menos meio século. Trata-se um idiofone pontilhado cujas guias em linha estão anexadas a uma das face de uma gaveta, que serve como ressonador e assento para quem está tocando. Segundo a classificação decimal dos instrumentos musicais de Hornbostel e Sanchs (Vega 1989), corresponde ao número 122.12.

## Descrição
É parecido com a kalimba, porém maior (requere que o músico sente-se sobre o instrumento). Tem guias de aço temperadas presas a uma ponte e uma caixa de ressonância; o número de guias varia, o mais tradicional é entre cinco e sete. Pode ser ajustado de diferentes maneiras, basta mover as guias para dentro (perto da boca da caixa de ressonância) ou para fora (perto da ponte), mudando a afinação de cada guia.

## Origem
Comum na diáspora africana na América, atualmente recebe diferentes nomes segundo o país e a tradição cultural em que se desenvolve (marímbula em Cuba, marimbol no México, etc.). Na Argentina, é conhecido como quisanche ou quizanga e tem-se poucos relatos do seu uso no candombe de Buenos Aires. Existem duas referências no jornal da imprensa afro-portenha La Broma. A primeira data de 31 de janeiro de 1878 (ano I, época [II], Nº 19 [p. 3]) e vem do poema Sueño, de “El Inocente”, onde são descritas situações jocosas protagonizadas por afro-portenhos contemporâneos, sonhadas pelo autor. O fragmento de interesse diz (palavras em itálico no original, palavras em negrito adicionadas): “Revueltas bailaba semba / con Guzmán y Roque Pérez / mientras tocaba el tambor / el buen Saturnino Jérez. / Jaime Acosta y José Salas / las cañas y las tabletas / y no sé qué otros tocaban / el quisanga y otras fiestas” (Cirio, 2009, p. 157). A segunda menção foi publicada em 6 de março de 1881 (ano I, época VI, Nº 11 [p. 3]) e aparece no refrão de Tango de M. Pereira: “Poble neglo baila candobe / y el quisanche plonto templa / pala bailar en la cancha unidos / los tres días de carnaval” (Cirio, 2009, p. 201). Pela história oral sabe-se que um músico afro-cubano que vivia em Buenos Aires costumava tocá-los nas sessões espontâneas do candombe de Buenos Aires que aconteciam até 1960 no Shimmy Club (entidade afro-portenha cuja finalidade era organizar danças, especialmente para o carnaval, e que funcionou desde 1882 até 1978).

## Atualidade
Atualmente não se conhece mais que um exemplar, construído em 2008 por Juan Pablo Suaqué e utilizado no Grupo Bakongo (de música afro-argentina, que ele dirige). Construiu a gaveta com madeira, tem cinco guias de aço temperado, pontuadas para marcar um grave melódico no candombe portenho.
Como parte de um processo forte e crescente de reapreciação e disseminação dessa música, idealizada e protagonizada por seus artistas, está em seu horizonte de intenção reutilizá-lo em suas práticas musicais cotidianas.